# バイエルン国立歌劇場
バイエルン国立歌劇場（バイエルンこくりつかげきじょう、ドイツ語: Bayerische Staatsoper）は、ドイツのバイエルン州ミュンヘンにある歌劇場。運営はバイエルン州とミュンヘン市の補助金によっていることから「バイエルン州立歌劇場」とも呼ばれるが、日本ではかつてからハンブルクやベルリンのそれと同様に「国立歌劇場」という翻訳名称で紹介されて広く知られている。
バイエルン国立歌劇場の起源はバイエルン選帝侯国の宮廷劇場にある（17世紀に選帝侯妃ヘンリエッテ・アーデルハイトが設立した歌劇団を嚆矢とする）。

## 沿革・概要
ドイツを代表する歌劇場の一つであり、モーツァルトの『イドメネオ』やワーグナーの『ニュルンベルクのマイスタージンガー』『ラインの黄金』『ワルキューレ』など数々の作品を初演した伝統を持つ。ハンス・フォン・ビューロー、リヒャルト・シュトラウス、ブルーノ・ワルター、ハンス・クナッパーツブッシュ、ゲオルク・ショルティ、ヨーゼフ・カイルベルトなどが音楽監督を務めてきた。
特に西ドイツ1970年代から80年代にかけてのヴォルフガング・サヴァリッシュ音楽監督時代は、常連の客演指揮者カルロス・クライバーらとともに盛期を築き、活発な録音録画や訪日公演などで日本でも広く親しまれた。クライバーはバイエルン国立歌劇場の管弦楽団に強い信頼を寄せ、しばしばオペラ以外にコンサートを開催、映像や録音も残されている。フリッチャイ時代を除いてはドイツ（オーストリア）人が音楽監督を務め続けてきた（ショルティも当時はドイツ国籍）が、1998年以降はズービン・メータ、ケント・ナガノ、キリル・ペトレンコらが音楽監督を務めている。

## 歴代音楽総監督
- 1836–1867 フランツ・ラハナー

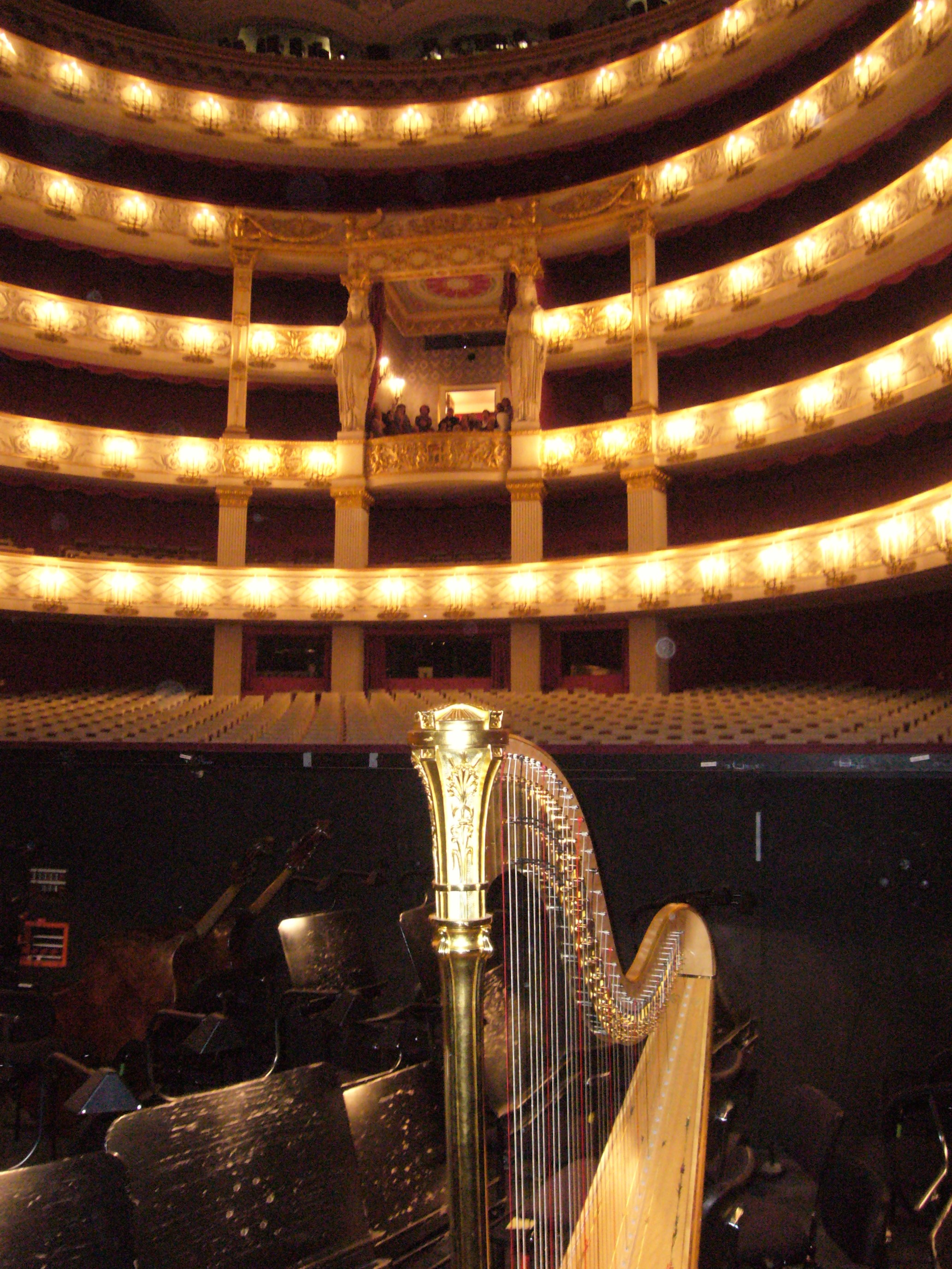
歌劇場内部

- 1867–1869 ハンス・フォン・ビューロー
- 1870–1877 フランツ・ヴュルナー
- 1872–1896 ヘルマン・レーヴィ
- 1894–1896 リヒャルト・シュトラウス
- 1901–1903 ヘルマン・ツンペ
- 1904–1911 フェリックス・モットル
- 1913–1922 ブルーノ・ワルター
- 1922–1935 ハンス・クナッパーツブッシュ
- 1937–1944 クレメンス・クラウス
- 1945　ハンス・クナッパーツブッシュ
- 1946–1952 ゲオルク・ショルティ
- 1952–1954 ルドルフ・ケンペ
- 1956–1958 フェレンツ・フリッチャイ
- 1959–1968 ヨーゼフ・カイルベルト
- 1971–1992 ヴォルフガング・サヴァリッシュ
- 1992–1998 ペーター・シュナイダー
- 1998–2006 ズービン・メータ
- 2006–2013 ケント・ナガノ
- 2013–2020 キリル・ペトレンコ
- 2021      ウラディーミル・ユロフスキ

## 歴史
- 1753年 キュリヴィエ劇場が開場。

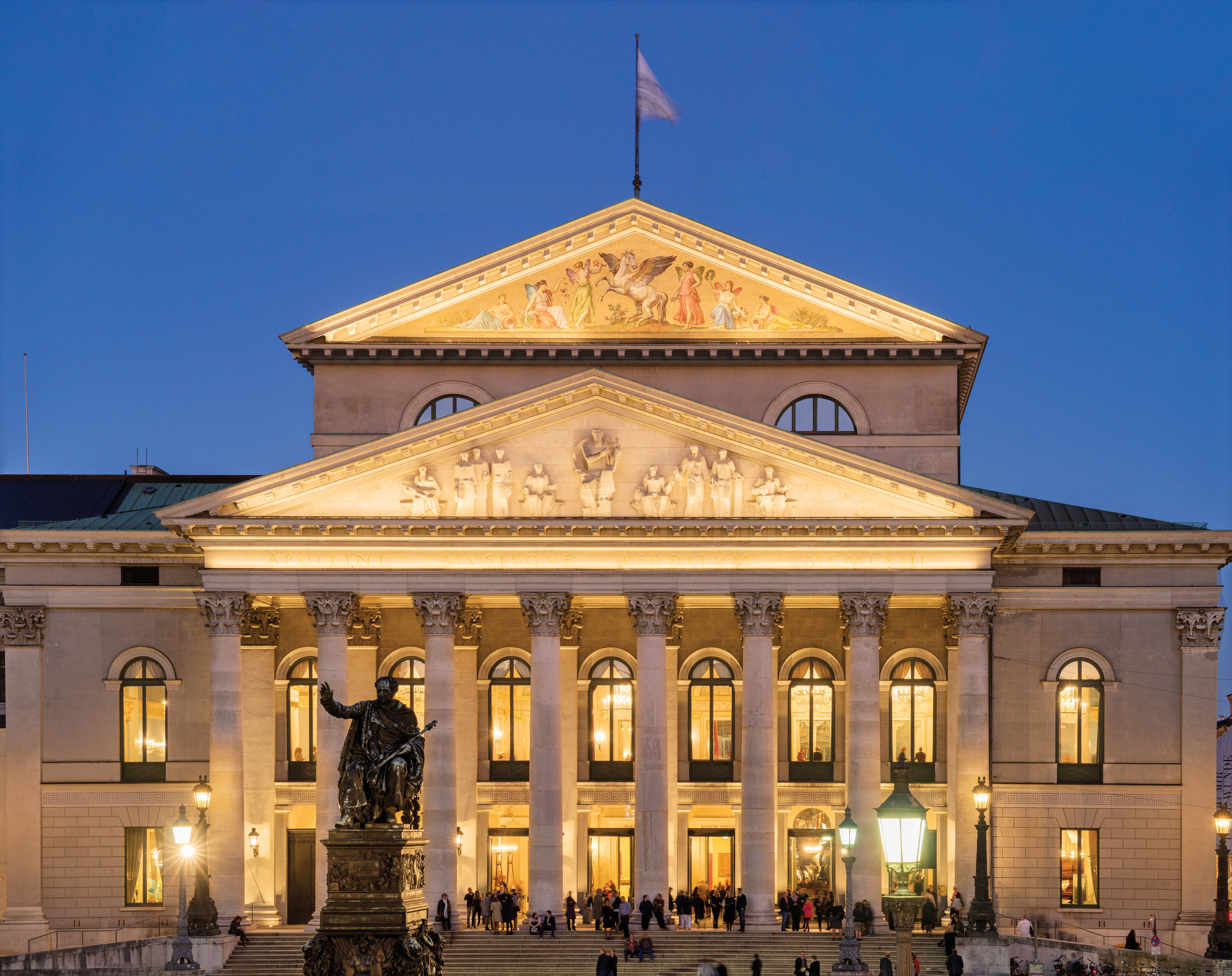

- 1811年 カール・フォン・フィッシャー（Carl von Fischer）の設計による国立劇場として開場[1]。
- 1823年1月14日 火災で焼失。消火活動の際、水が凍結していたため、マクシミリアンI世は「ビールで消火せよ」と命令したと言われる。
- 1825年 Leo von Klenzeの設計によるナツィオナール・テアーターとして再開。

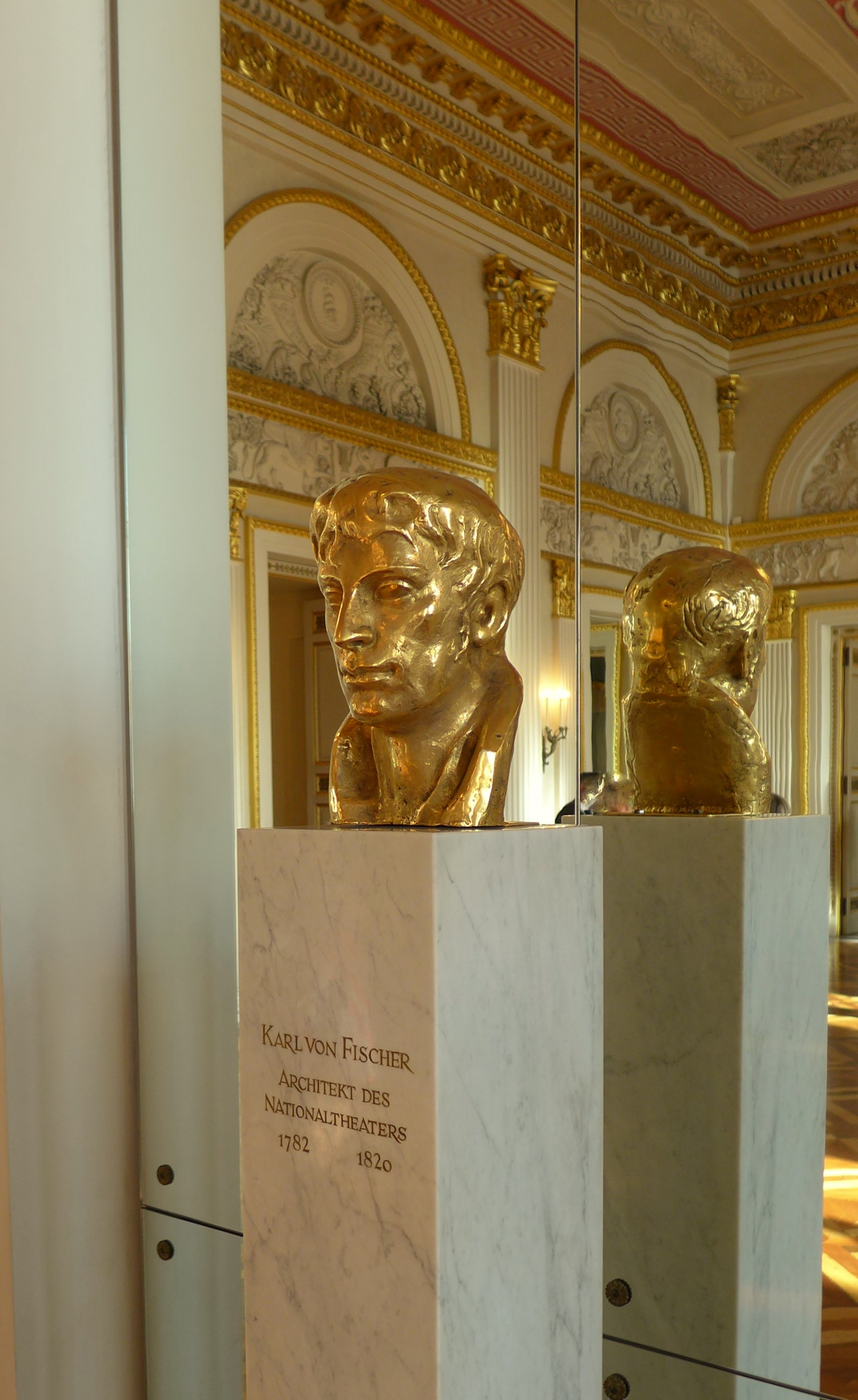
歌劇場エントランスのカール・フォン・フィッシャー像

- 1865年 ワーグナー「トリスタンとイゾルデ」初演。
- 1868年 ワーグナー「ニュルンベルクのマイスタージンガー」初演。
- 1901年 プリンツレゲンテン劇場が開場。

この間、戦争により公演が中止される。
- 1958年 キュリヴィエ劇場が再建。
- 1963年 ナツィオナール・テアーターが再開。

### 主な来日公演
- 2006年9月24日-10月9日
- 2011年9月23日-10月10日[2]
- 2017年9月17日-9月29日

※2017年9月17日は都民劇場音楽サークル第649回定期公演《バイエルン国立管弦楽団特別演奏会》（指揮：キリル・ペトレンコ、ピアノ：イゴール・レヴィット）